# Carlos Caszely
Carlos Humberto Caszély Garrido (født 5. juli 1950 i Santiago, Chile) er en tidligere chilensk fodboldspiller (angriber).
Caszelys karriere blev tilbragt i henholdsvis Chile, Spanien, USA og Ecuador. I hjemlandet spillede han af tre omgange for Santiago-storklubben Colo-Colo. Her tilbragte han i alt 14 sæsoner, og var med til at vinde fem chilenske mesterskaber og tre pokaltitler.
Caszely var også i Europa, hvor han var tilknyttet spanske Espanyol og Levante, ligesom han spillede for New York Cosmos i USA og Barcelona SC i Ecuador.
Caszely spillede desuden 49 kampe og scorede 29 mål for det chilenske landshold. Han deltog ved VM i 1974 i Vesttyskland, hvor han spillede to af sit lands tre kampe. Otte år senere deltog han også ved VM i 1982 i Spanien. Også her spillede han to kampe for chilenerne.

## Titler
Primera División de Chile
- 1970, 1972, 1979, 1981 og 1983 med Colo-Colo

Copa Chile
- 1981, 1982 og 1985 med Colo-Colo